# Euphorbia angularis
Euphorbia angularis är en törelväxtart som beskrevs av Johann Friedrich Klotzsch. Euphorbia angularis ingår i släktet törlar, och familjen törelväxter. Inga underarter finns listade i Catalogue of Life.

## Bildgalleri

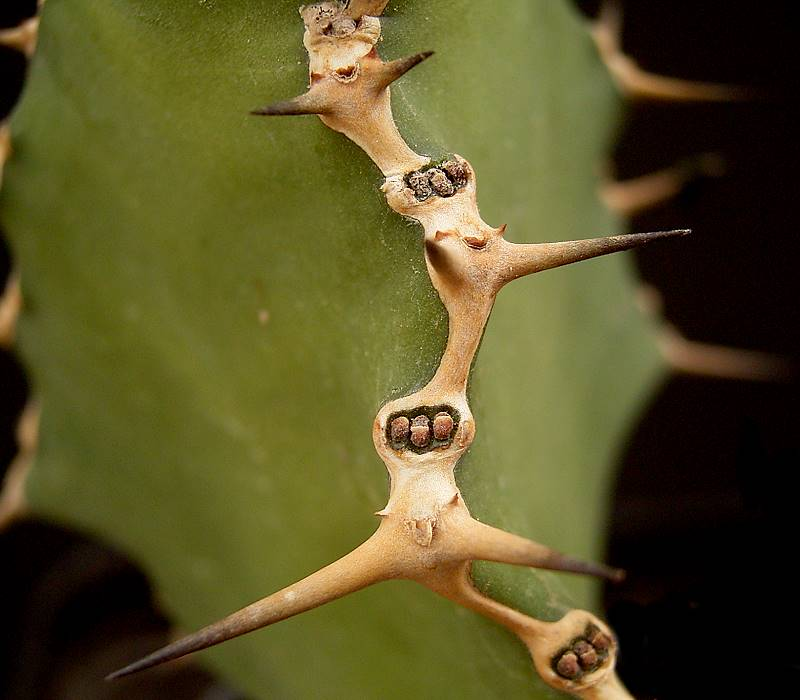